# Stazione di Nove
La stazione di Nove era una stazione ferroviaria, poi declassata a fermata, che serviva l'abitato della frazione di Nove di Vittorio Veneto. Originariamente era chiamata "Lago Morto".

## Storia
La stazione di Nove venne attivata il 24 settembre 1938 come parte della nuova linea da Vittorio Veneto a Ponte nelle Alpi.
Con l'attivazione del CTC a fine anni '80 venne trasformata in fermata.
Venne dismessa il 31 maggio 2011.

## Strutture e impianti
Il piazzale era composto da quattro binari dei quali il secondo ed il terzo erano utilizzati per il servizio passeggeri e gli incroci, mentre il primo era impiegato per la composizione delle tradotte merci. Era inoltre dotata di uno scalo merci con piano caricatore di testa e di fianco e bilancia a ponte.